# Wocu
Wocu (от англ. The World Currency Unit), или Вокю́ (по аналогии с ЭКЮ), представляет собой расчётную денежную единицу, корзиночную валюту, рассчитываемую ежедневно по курсам валют стран, входящих в большую двадцатку. В двадцатку стран, на базе валют которых рассчитывается Вокю, входят крупнейшие по показателю ВВП страны мира.
Валюты, входящие в корзину Вокю, имеют удельный вес в корзине, вычисляемый на основе доли страны в мировом ВВП. Методика расчёта Вокю разрабатывается независимой некоммерческой организацией WDX institute, которая была создана в 2008 году для исследований в области мировой валютной системы. Веса валют в корзине пересчитываются дважды в год, третьего мая и третьего ноября в 16:00 UTC. Вокю была задумана как некая альтернатива Европейской валютной единице Экю, способствующая уменьшению валютных рисков в международных расчётах.

## История
Идея создания мировой валюты, способной заменить доллар, возникла давно. Ещё на Бреттон-Вудской конференции в 1944 году Джоном Кейнсом была сформулирована идея глобальной валюты, названной им банкором.
В дальнейшем эта идея в условиях двуполярного мира получила своё воплощение в специальных правах заимствования — международной расчётной единице МВФ.
Идея расчёта глобальной валюты на основе валют двадцати ведущих стран мира возникла в 1996 году и получила своё воплощение в 2009 году, начиная с которого она регулярно рассчитывается независимой некоммерческой организацией WDX institute.

## Расчёт стоимости Вокю
| Страна/Регион, Валюта            | 01/01/2000 | 01/01/2010 |
| -------------------------------- | ---------- | ---------- |
| Австралия, AUD                   | 2.3943     | 1.9164     |
| Бразилия, BRL                    | 2.8380     | 2.9723     |
| Канада, CAD                      | 2.2739     | 1.8073     |
| Швейцария, CHF                   | 2.5013     | 1.7780     |
| Китай, CNY                       | 13.0222    | 11.7432    |
| Европейский союз (Еврозона), EUR | 1.5606     | 1.1973     |
| Великобритания, GBP              | 0.9719     | 1.0666     |
| Япония, JPY                      | 160.78     | 159.24     |
| Россия, RUB                      | 43.1928    | 51.7254    |
| Соединённые Штаты Америки, USD   | 1.5731     | 1.7204     |